# Manual Cencelli
Se entiende por manual Cencelli una fórmula para regular el reparto de los cargos públicos basándose en el peso electoral de cada partido o corriente política. Se atribuye a Massimiliano Cencelli, un funcionario de la Democracia Cristiana italiana.
En una entrevista en Avvenire, el 25 de julio de 2003, Cencelli desveló la escena del nacimiento del famoso manual, con ocasión del congreso de la Democracia Cristiana de 1967.
"En 1967 Sarti, con Cossiga y Taviani, fundó en el congreso de Milán la corriente de los pontieri (pontoneros), así llamada porque debía hacer puente entre la mayoría y la izquierda. Obtuvimos el 12% y había que decidir los puestos de la dirección. Entonces propuse: si tenemos el 12%, como en el consejo de administración de una sociedad los cargos se dividen basándose en las acciones que se poseen, del mismo modo debe ocurrir con los cargos de partido y de gobierno, basándose en los votos. Sarti me dijo: adelante. De ese modo Taviani conservó Interior, Gaspari fue subsecretario de Correos, Cossiga obtuvo Defensa, y Sarti Turismo y Espectáculos. El asunto se hizo de dominio público porque durante las crisis de gobierno, Sarti, al que le encantaba bromear, respondía siempre a los periodistas que querían primicias: pregúntenselo a Cencelli".
Durante la llamada Primera República italiana, el manual Cencelli decidía cuántos y qué puestos o cargos debían asignarse a cada partido y, dentro del partido, a cada corriente. Por ejemplo, al formarse un nuevo gobierno, especialmente de un gobierno de coalición, había que asignar o reasignar numerosos cargos (ministros, subsecretarios, directores generales, funcionarios especiales, presidentes, administradores y consejeros de entes y sociedades participantes, etc.) en función de la coyuntura política. 
El manual Cencelli servía como norma guía, de modo que nadie pudiese tener algo que recriminar, basándose en valores fijos que eran la base sobre la que los cargos asignables se sopesaban cualitativamente (por ejemplo, un ministro vale dos subsecretarios y medio). Dentro de la cuota de cargos que un partido esperaba, las corrientes del mismo se los repartían en relación con el apoyo de cada corriente.
Este manual nunca se publicó, aunque sí se distribuyó como un panfleto de circulación reservada a los círculos de la política italiana, pero conocido fuera de los mismos.